# 제인 엘리어트

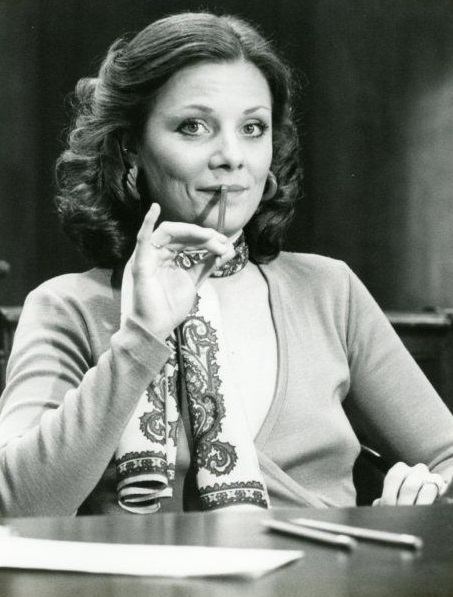

제인 엘리엇(Jane Elliot, 1947년 1월 17일 ~ )은 미국의 배우이다.
뉴욕에서 태어났다.

## 출연 작품

### 영화
- 체인지 오브 해빗 (1969년)
- One Is a Lonely Number (1972)
- 사랑시대 (1987)
- 베이비 붐 (1987)

### 텔레비전
- 일렉트라 우먼과 다이나 걸 (1976, Electra Woman and Dyna Girl)
- 제너럴 호스피털 (1978-80, 1989-93, 1996, 2003-17, 2019-21, 2023-현재)
- Knots Landing (1980-81)
- 우리 생애 나날들 (1987-89)
- 로앤오더: 범죄 전담반 (1998)